# Real Sociedad (lední hokej)
Real Sociedad byl hokejový klub z baskického San Sebastiánu, který hrával Španělskou hokejovou ligu. Klub byl založen roku 1972. Zanikl roku 1976.

## Vítězství
- Španělská liga ledního hokeje - 1973, 1974, 1975
- Copa del Rey - 1973, 1974, 1975